# Chu trình Rankine

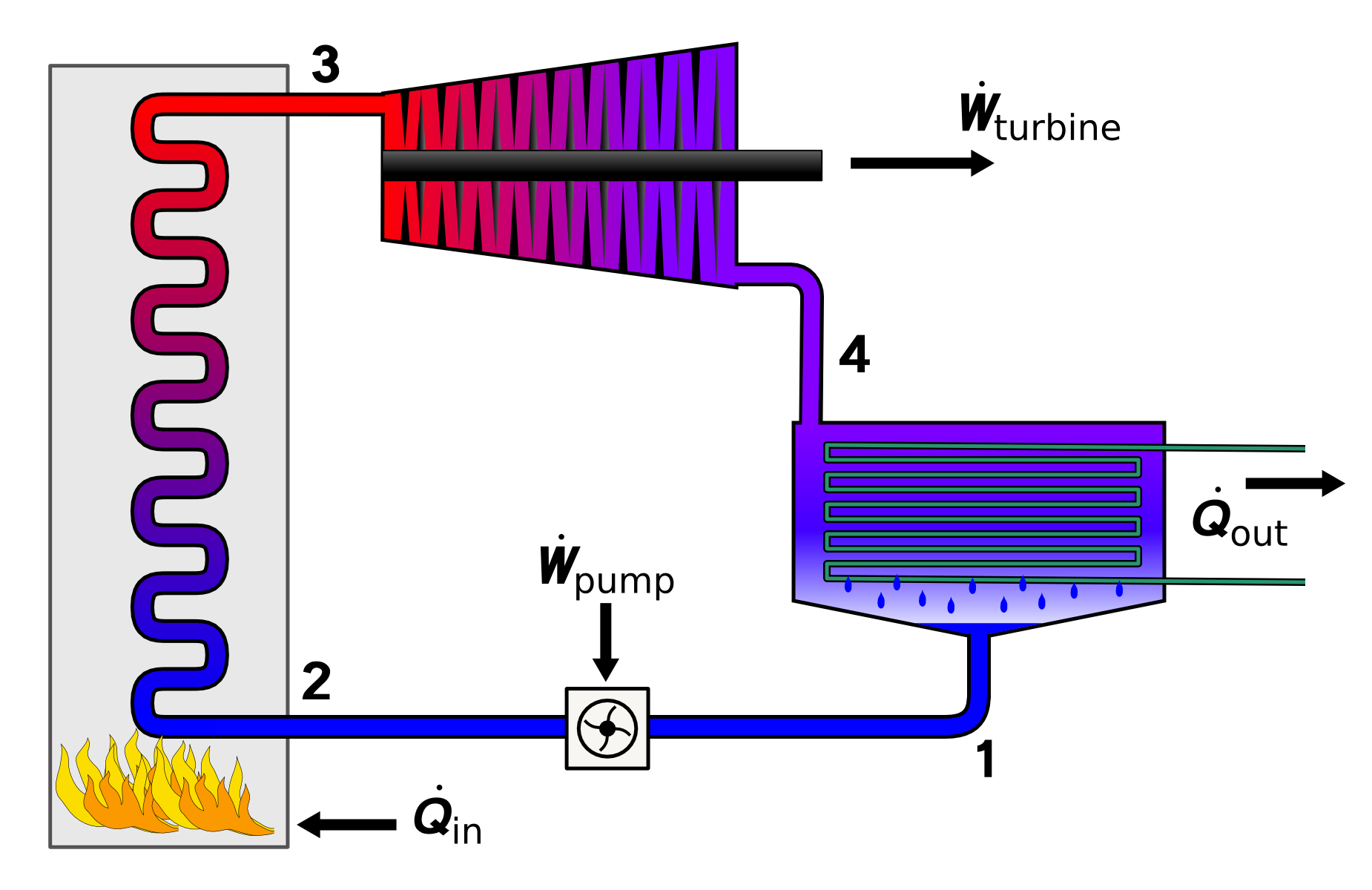
Mô hình vật lý của chu trình Rankine
1. Máy bơm, 2. Lò hơi, 3. Tua bin, 4. Condenser (heat transfer)

Chu trình Rankine là một mô hình được sử dụng để dự đoán hiệu suất của các hệ thống tua bin hơi nước. Nó cũng được sử dụng để nghiên cứu hiệu suất của động cơ hơi nước qua lại. Chu trình Rankine là một chu trình nhiệt động lý tưởng hóa của động cơ nhiệt chuyển đổi nhiệt thành công cơ học trong khi trải qua thay đổi pha. Đó là một chu trình lý tưởng hóa trong đó tổn thất ma sát ở mỗi trong bốn thành phần bị bỏ qua. Nhiệt được cung cấp bên ngoài vào một vòng kín, thường sử dụng nước làm chất lỏng làm việc. Nó được đặt theo tên của William John Macquorn Rankine, một giáo sư đa khoa người Scotland và Đại học Glasgow.

## Mô tả
Chu trình Rankine mô tả chặt chẽ quá trình các động cơ nhiệt hoạt động bằng hơi nước thường thấy trong các nhà máy phát điện nhiệt tạo ra năng lượng. Công suất phụ thuộc vào sự chênh lệch nhiệt độ giữa nguồn nóng và nguồn lạnh. Chênh lệch càng cao, năng lượng cơ học càng được tạo ra từ năng lượng nhiệt càng lớn, theo định lý của Carnot.
Nguồn nóng được sử dụng trong các nhà máy điện này thường là phân hạch hạt nhân hoặc đốt cháy nhiên liệu hóa thạch như than đá, khí tự nhiên và dầu mỏ hoặc năng lượng mặt trời tập trung. Nhiệt độ càng cao, hiệu suất càng lớn.
Hiệu suất của chu trình Rankine bị giới hạn bởi nhiệt độ hóa hơi cao của chất lỏng trong đó. Ngoài ra, trừ khi áp suất và nhiệt độ đạt đến mức cực kỳ quan trọng trong nồi hơi, phạm vi nhiệt độ mà chu trình có thể hoạt động là khá nhỏ: nhiệt độ vào của tua-bin hơi thường ở khoảng 565 °C và nhiệt độ ngưng tụ hơi là khoảng 30 °C. Điều này mang lại hiệu suất Carnot tối đa về mặt lý thuyết cho riêng tua-bin hơi khoảng 63,8% so với hiệu suất nhiệt tổng thể thực tế lên tới 42% cho một nhà máy nhiệt điện than hiện đại. Nhiệt độ đầu vào của tua-bin hơi thấp (so với tua-bin khí) là lý do tại sao chu trình Rankine (hơi nước) thường được sử dụng làm chu trình chạm đáy để thu hồi nhiệt khác trong các nhà máy tuabin khí chu trình hỗn hợp.
Nguồn lạnh (càng lạnh càng tốt) được sử dụng trong các nhà máy điện này thường là tháp giải nhiệt và một khối nước lớn (sông hoặc biển). Hiệu quả của chu trình Rankine bị hạn chế ở mặt lạnh bởi nhiệt độ thực tế thấp hơn của chất lỏng làm việc.
Chất lỏng làm việc trong một chu trình Rankine theo một vòng khép kín và được tái sử dụng liên tục. Hơi nước với các giọt ngưng tụ thường thấy nhiều từ các nhà máy điện được tạo ra bởi các hệ thống làm mát (không trực tiếp từ chu trình Rankine kín). Nhiệt lượng 'khí thải' này được biểu thị bằng "Q out" chảy ra từ phía dưới của chu kỳ được hiển thị trong sơ đồ T T của bên dưới. Tháp giải nhiệt hoạt động như các bộ trao đổi nhiệt lớn bằng cách hấp thụ nhiệt ẩn của hơi hóa chất lỏng làm việc và đồng thời làm bay hơi nước làm mát vào khí quyển.
Mặc dù nhiều chất có thể được sử dụng làm chất lỏng làm việc trong chu trình Rankine, nước thường là chất lỏng được lựa chọn do các đặc tính thuận lợi của nó, như hóa chất không độc hại và không phản ứng, phong phú và chi phí thấp, cũng như các đặc tính nhiệt động của nó. Bằng cách ngưng tụ hơi nước làm việc thành chất lỏng, áp suất ở đầu ra của tua-bin được hạ xuống và năng lượng cần thiết của bơm cấp liệu chỉ tiêu thụ 1% đến 3% công suất đầu ra của tua-bin và các yếu tố này góp phần mang lại hiệu quả cao hơn cho chu trình. Lợi ích của việc này được bù đắp bởi nhiệt độ thấp của hơi nước được đưa vào (các) tua-bin. Chẳng hạn, tua-bin khí có nhiệt độ vào tua-bin lên tới 1500 °C. Tuy nhiên, hiệu suất nhiệt của các nhà máy nhiệt điện hơi lớn thực tế và các trạm tua-bin khí hiện đại lớn là tương tự nhau.

## Bốn giai đoạn trong chu trình Rankine

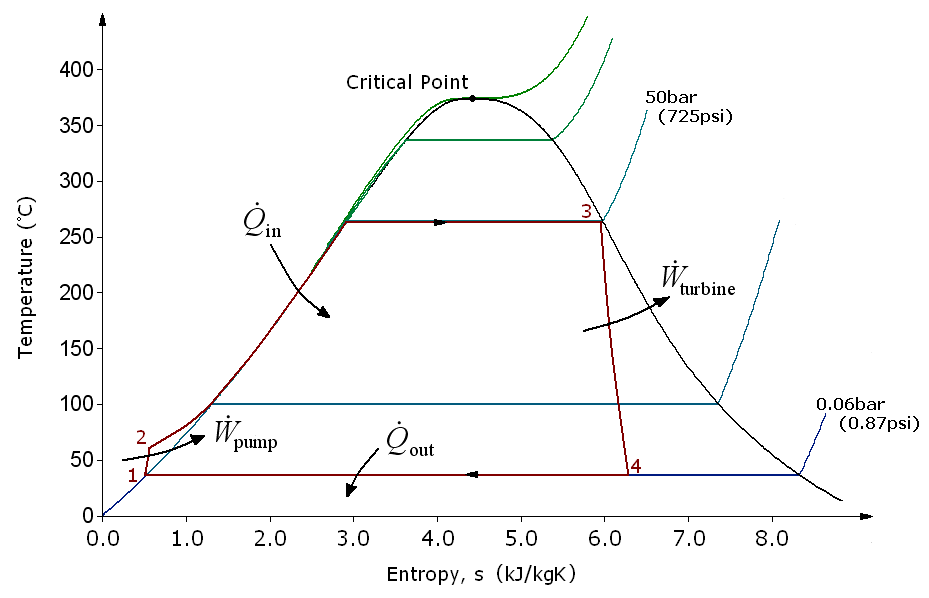
Sơ đồ T T của một chu trình Rankine điển hình hoạt động giữa áp suất 0,06 bar và 50 bar. Bên trái từ đường cong hình chuông là chất lỏng, bên phải là chất khí và bên dưới là trạng thái cân bằng hơi chất lỏng bão hòa.

Có bốn quy trình trong chu trình Rankine. Các trạng thái được xác định bằng số (màu nâu) trong sơ đồ T - s.
- Quy trình 1-2: Chất lỏng làm việc được bơm từ áp suất thấp đến cao. Vì chất lỏng là chất lỏng ở giai đoạn này, máy bơm đòi hỏi ít năng lượng đầu vào. Mặt khác, quá trình 1-2 còn được gọi là nén đẳng hướng
- Quá trình 2-3: Chất lỏng áp suất cao đi vào nồi hơi, nơi nó được nung nóng ở áp suất không đổi bằng nguồn nhiệt bên ngoài để trở thành hơi bão hòa khô. Năng lượng đầu vào cần thiết có thể được tính toán một cách dễ dàng bằng phần mềm, sử dụng biểu đồ entropy - enthalpy (biểu đồ Mollier) hoặc bằng số, sử dụng bảng hơi nước. Mặt khác, quá trình 2-3 được bổ sung nhiệt và áp suất không đổi trong nồi hơi
- Quá trình 3-4: Hơi bão hòa khô nở ra qua một tua-bin, tại đây, hợi nước làm quay cánh quạt của động cơ tua-bin tạo ra năng lượng. Điều này làm giảm nhiệt độ và áp suất của hơi, và một số hiện tượng ngưng tụ có thể xảy ra. Kết quả của quá trình này có thể được tính toán dễ dàng bằng biểu đồ hoặc bảng được ghi chú ở trên. Mặt khác, Quy trình 3-4 là mở rộng đẳng hướng.
- Quá trình 4-1: Hơi sau đó đi vào thiết bị ngưng tụ, tại đó nó được ngưng tụ ở áp suất không đổi để trở thành chất lỏng bão hòa. Mặt khác, Quy trình 4-1 là loại bỏ nhiệt áp suất không đổi trong thiết bị ngưng tụ.

Trong một chu trình Rankine lý tưởng, bơm và tua-bin sẽ là đẳng hướng, tức là, bơm và tua-bin sẽ không tạo ra entropy và do đó tối đa hóa sản lượng công việc ròng. Các quy trình 1-2 và 3-4 sẽ được biểu diễn bằng các đường thẳng đứng trên sơ đồ T-s và gần giống với chu trình Carnot hơn. Chu trình Rankine được hiển thị ở đây ngăn chặn trạng thái của chất lỏng làm việc kết thúc ở vùng hơi quá nhiệt sau khi giãn nở trong tua-bin, làm giảm năng lượng được loại bỏ bởi các bình ngưng.
Chu trình năng lượng hơi thực tế khác với chu trình Rankine lý tưởng do không thể đảo ngược các thành phần vốn có do ma sát chất lỏng và mất nhiệt với môi trường xung quanh; ma sát chất lỏng làm giảm áp suất trong nồi hơi, thiết bị ngưng tụ và đường ống giữa các bộ phận và kết quả là hơi nước rời khỏi lò hơi ở áp suất thấp hơn; mất nhiệt làm giảm sản lượng công việc ròng, do đó cần thêm nhiệt vào hơi trong lò hơi để duy trì cùng mức sản lượng công việc ròng.